# Liste der Naturdenkmale in Hermsdorf/Erzgeb.
Die Liste der Naturdenkmale in Hermsdorf/Erzgeb. nennt die Naturdenkmale in Hermsdorf/Erzgeb. im sächsischen Landkreis Sächsische Schweiz-Osterzgebirge.

## Definition
„Naturdenkmäler sind rechtsverbindlich festgesetzte Einzelschöpfungen der Natur oder entsprechende Flächen bis zu fünf Hektar, deren besonderer Schutz erforderlich ist
1. aus wissenschaftlichen, naturgeschichtlichen oder landeskundlichen Gründen oder
2. wegen ihrer Seltenheit, Eigenart oder Schönheit.“

„§ 18 – Naturdenkmäler – (zu § 28 BNatSchG)
(1) Die Erklärung nach § 22 Abs. 1 BNatSchG von Teilen von Natur und Landschaft als Naturdenkmal erfolgt durch Rechtsverordnung oder Einzelanordnung.
(2) Über § 28 Abs. 1 BNatSchG hinaus können Naturdenkmäler zur Sicherung von Lebensgemeinschaften oder Lebensstätten von im Bestand gefährdeten oder streng geschützten Arten festgesetzt werden.“

## Liste
Link zu einem Kartenansichtstool, um Koordinaten zu setzen.
| Bild | Bezeichnung                      | Lage                                                                  | Beschreibung | Datum | Nummer  |
| ---- | -------------------------------- | --------------------------------------------------------------------- | ------------ | ----- | ------- |
| BW   | Krokuswiese                      | (50° 45′ 12,8″ N, 13° 40′ 43,2″ O)                                    |              |       | WRK 021 |
| BW   | Märzenbecherwiese                | (50° 46′ 27″ N, 13° 38′ 50,4″ O)                                      |              |       | WRK 074 |
| BW   | Kiesgrube am Kreuzwald           | Hermsdorf, Hartmannsdorf-Reichenau (50° 46′ 37,7″ N, 13° 36′ 11,2″ O) |              |       | WRK 076 |
| BW   | Walterbruch Hermsdorf            | (50° 44′ 46,4″ N, 13° 37′ 31,8″ O)                                    |              |       | WRK 093 |
| BW   | Becherbachwiese bei Neuhermsdorf | Neuhermsdorf (50° 44′ 38,8″ N, 13° 40′ 12″ O)                         |              |       | WRK 125 |

Das Nummernschema des Landkreises unterscheidet
- Einzelnaturdenkmal = Kleinbuchstaben (wrk 001 Babisnauer Pappel; …)
- Flächennaturdenkmal = Großbuchstaben (WRK 001 Kugelpechstein; …)